# 張堪 (天啟進士)
張堪（1593年—？年），號少華，陝西漢中府褒城縣（今漢中市褒城鎮）籍四川富顺县人。明朝政治人物，天啓壬戌進士。

## 生平
萬曆三十一年（1603年）癸卯科陕西乡试第四十三名举人，天啓二年（1622年）壬戌科会试第三百二十名，三甲八十九名進士。三年授山西芮城县知县，五年考察，六年（1626年）補官永清縣知縣，七年调良乡县，崇祯二年（1629年）升户部云南司主事，管南新倉，四年升员外郎，五年陞山東兖州府知府，七年考察。九年補汾州府知府，十一年官至山东兵備副使。